# هم‌خطی چندگانه
در اقتصادسنجی همخطی چندگانه زمانی اتفاق می‌افتد که دو یا بیش از دو متغیر توضیح دهندهٔ (مستقل) در یک تحلیل رگرسیون چندمتغیره نسبت به یکدیگر از همبستگی بالایی برخوردار باشند. منظور از همبستگی در اینجا وجود یک ارتباط خطی بین متغیرهای مستقل است. بسته به شدت همبستگی بین متغیرهای مستقل، میزان و نوع همخطی متفاوت خواهد بود.
همخطی کمابیش در همهٔ مدل‌های رگرسیون موجود است؛ آنچه که مهم است شدت همخطی بین متغیرهای مستقل است. وجود «همخطی کامل» موجب نقض فرض‌های کلاسیک مدل رگرسیون می‌شود.

## انواع همخطی
مشکلاتی که همخطی کامل به وجود می‌آورد با مشکلاتی که همخطی ناقص به وجود می‌آورد از دو دسته کاملاً متفاوت هستند؛ بنابراین تقسیم‌بندی زیر صورت می‌گیرد:
- همخطی کامل

اگر رگرسیون اصلی را به فرم زیر در نظر بگیریم:
{\displaystyle Y_{i}=\beta _{0}+\beta _{1}X_{1i}+\cdots +\beta _{k}X_{ki}+\varepsilon _{i}}
که در آن i نشان دهندهٔ تعداد مشاهدات و K نشان دهندهٔ تعداد متغیرهای مستقل است. همخطی کامل زمانی اتفاق می‌افتد که یک رابطه خطی دقیق بین دو یا چند متغیر مستقل برقرار باشد. یعنی:
{\displaystyle \lambda _{0}+\lambda _{1}X_{1i}+\lambda _{2}X_{2i}+\cdots +\lambda _{k}X_{ki}=0}
در این حالت که همبستگی بین متغیرهای مستقل کامل است، ضرایب مدل قابل برآورد نخواهند بود چراکه برای برآورد ضرایب یک مدل رگرسیون چندمتغیره می‌بایست ماتریس {\displaystyle X^{T}X} معکوس پذیر باشد. اما همخطی کامل حکایت از آن دارد که مرتبه ماتریس ضرایب کوچکتر از k+۱ است:
{\displaystyle X={\begin{bmatrix}1&X_{11}&\cdots &X_{k1}\\\vdots &\vdots &&\vdots \\1&X_{1N}&\cdots &X_{kN}\end{bmatrix}}}
که به تبع آن ماتریس {\displaystyle X^{T}X} نیز معکوس ناپذیر خواهد شد.
عملاً همخطی کامل هیچگاه اتفاق نمی‌افتد. آنچه که مرسوم است همخطی ناقص است.
- همخطی ناقص

اگر یک رابطه خطی غیر دقیق بین دو یا چند متغیر مستقل برقرار شود با همخطی ناقص مواجه خواهیم بود:
{\displaystyle \lambda _{0}+\lambda _{1}X_{1i}+\lambda _{2}X_{2i}+\cdots +\lambda _{k}X_{ki}+v_{i}=0.}
در عبارت فوق، وجود متغیر تصادفی Vi نشان دهنده نادقیق بودن رابطه خطی است. در حالت همخطی ناقص ماتریس {\displaystyle X^{T}X} معکوس پذیر است اما واریانس ضرایب بزرگتر از حد معمول نشان داده خواهد شد. این مطلب باعث می‌شود تا برآورد ضرایب با دقت پایین‌تری صورت بگیرد.

## تشخیص همخطی
۱- ضرایب برآوردی نسبت به کم یا اضافه کردن متغیر در مدل از خود حساسیت نشان می‌دهند.
۲- در حالت همخطی رگرسیون به‌طور کلی معنادار بوده و دارای {\displaystyle R^{2}} بالا است اما ضرایب به تنهایی بی‌معنی هستند.
۳- اگر تک تک متغیرهای مستقل را روی بقیه متغیرهای توضیح دهنده رگرسیون کرده و {\displaystyle R^{2}} آن‌ها را با {\displaystyle R^{2}} رگرسیون اصلی مقایسه کنیم. چنانچه {\displaystyle R^{2}}های محاسبه شده بزرگتر از {\displaystyle R^{2}} رگرسیون اصلی باشد در آن صورت احتمال وجود همخطی ناقص شدید است.
۴- اگر با خارج کردن یک متغیر از مدل یا اضافه کردن یک متغیر به آن، {\displaystyle R^{2}} تغییر قابل ملاحظه ای نداشته باشد، در آن صورت متغیر مذکور مستعد ایجاد همخطی است.
۵- معیار TOLERANCE و VIF:
{\displaystyle \mathrm {tolerance} =1-R_{j}^{2},\quad \mathrm {VIF} ={\frac {1}{\mathrm {tolerance} }}}
{\displaystyle R_{j}^{2}} در این دو معیار، ضریب تعیین رگرسیون متغیر توضیح دهنده j ام روی دیگر متغیرهای توضیح دهنده است. چنانچه tolerance کوچکتر از ۰٫۲ یا VIF بزرگتر از ۱۰ باشد در آن صورت همخطی محتمل است.

## نتایج همخطی
1. چون در حالت همخطی اطلاعات مستقل در مورد هریک از متغیرهای مستقل وجود ندارد، لذا نمی‌توان اثرات جزئی متغیرهای مذکور روی متغیر وابسته را برآورد کرد.
2. هنگامیکه همبستگی شدید بین متغیرهای مستقل وجود داشته باشد، کوواریانس و واریانس ضرایب بزرگتر برآورد خواهند شد.
3. ضرایب برآوردی همچنان بدون تورش اند و خاصیت BLUE همچنان برقرار است؛ گرچه کمیت بدست آمده برای آن‌ها غیرقابل اعتماد است.
4. در حالتی که با همخطی شدید در مدل مواجهیم، پیش‌بینی‌های صورت گرفته از آن غیرقابل اعتماد خواهد بود. در این حالت پیش‌بینی‌ها براساس مدلی که دارای زیر مجموعه ای از متغیرهای مستقل مدل اصلی است، بهتر صورت می‌گیرد.

## علل وقوع همخطی
- فرایند نمونه‌گیری: نحوه نمونه‌گیری، اندازه‌گیری‌های نادرست و نقص در محدوده داده‌های مورد بررسی همگی می‌توانند موجب بروز همخطی شوند.
- تصریح مدل آماری: شاید همخطی ناشی از وجود روند زمانی در مدل باشد. حال با در نظر گرفتن یک متغیر روند می‌توان اثر روند زمانی را خنثی کرد.
- اضافه گویی (overspesification): چنانچه بیش از حد متغیر توضیح دهنده در مدل در نظر گرفته شود، امکان تداخل بین اطلاعات خالصی که هر متغیر به‌طور مستقل ارائه می‌کند بیشتر شده و در نتیجه امکان بروز همخطی بیشتر می‌شود.
- تصریح غلط مدل نظری: هنگامیکه عوامل مؤثر در مدل درست تشخیص داده نشوند؛ ممکن است دو متغیر در مدل در نظر گرفته باشیم که هردو در واقع به یک متغیر سومی وابسته‌اند. در حالیکه اساساً باید متغیر سوم که منشأ تغییرات است به جای دو متغیر مذکور در مدل لحاظ شود.

## رفع همخطی
- افزایش در حجم نمونه
- حذف متغیرهای مشکوک به ایجاد همخطی از مدل
- تغییر مقیاس یا تغییر فرم مدل؛ برای مثال لگاریتمی‌کردن مدل
- قرار دادن یکسری قیود خاص در مدل؛ برای مثال در مورد تابع تولید، همگنی از درجه ۱ لحاظ شود.